# Varre-Sai
Varre-Sai is een gemeente in de Braziliaanse deelstaat Rio de Janeiro. De gemeente telt 8.766 inwoners (schatting 2009).
De gemeente grenst aan Bom Jesus do Itabapoana, Natividade, Porciúncula en Guaçuí (ES).

## Geboren
- Baden Powell (1937-2000), gitarist